# Lower Fort Garry
Lower Fort Garry ist ein historischer Handelsposten der Hudson’s Bay Company (HBC) in Kanada, gelegen in der heutigen ländlichen Gemeinde St. Andrews am westlichen Ufer des Red River of the North sowie östlich des Manitoba Highway 9. Es ist das älteste erhaltene steinerne Fort in Nordamerika. Der Reservations-Vertrag Treaty 1 zwischen Königin Victoria und Vertretern der Cree und Chippewa wurde hier geschlossen.
Lower Fort Garry wurde als Ersatz für das ursprünglich Fort Garry 1831 erbaut, nachdem Letzteres 1826 durch eine Flut zerstört wurde. Lower Fort Garry erwies sich aber für Verwaltungszwecke aufgrund seiner Entfernung zu den meisten Ansiedlungen der Gegend als ungeeignet und wurde 1836 in seiner Funktion durch das wiederaufgebaute ursprüngliche Fort Garry, fortan Upper Fort Garry, wieder abgelöst. Aufgrund seiner logistisch günstigen Lage wurde Lower Fort Garry aber von der HBC weiter erhalten. Bis 1951 blieb Lower Fort Garry im Besitz der HBC, danach wurde es dem Staat Kanada übergeben.
1871 wurde in Lower Fort Garry der erste von elf Verträgen zwischen Königin Victoria und Vertretern der im südöstlichen Manitoba lebenden Cree und Chippewa geschlossen. Das 1867 gegründete Kanada leitete damit die Besiedlung des als Red River Settlement bekannten Gebietes ein, nachdem im Jahr zuvor bereits mit dem Manitoba Act eine erste Grundlage geschaffen worden war. Der Vertrag heißt nach dem Ort seiner Unterzeichnung auch Stone Fort Treaty.